# Муйредах мак Эогайн
Муйредах мак Эогайн (др.‑ирл. Muiredach mac Eógain; умер около 489) — король Айлеха (465 — около 489) из рода Кенел Эогайн, северной ветви Уи Нейллов.

## Биография
Муйредах был сыном короля Эогана мак Нейлла, родоначальника Кенел Эогайн. После смерти отца, скончавшегося в 465 году, он сам взошёл на престол Айлеха. О Муйредахе мак Эогайне не упоминается в ирландских анналах, но в «Laud Synchronisms» сообщается, что он правил Айлехом двадцать четыре года. Это свидетельство позволяет датировать правление Муйредаха приблизительно 465—489 годами.
Основным источником сведений о Муйредахе мак Эогайне являются средневековые ирландские предания. В них сообщается, что Муйредах во время поездки в Британию был схвачен по приказу местного короля Эоху, но затем убил его и получил свободу. Эрк, дочь правителя Дал Риады Лоарна и жена короля Сарана, влюбившись в Муйредаха, тайно бежала с ним в Ирландию и стала его супругой. Позднее один из ревнивых поклонников Эрк предательски убил Муйредаха мак Эогайна, но тот был воскрешён благодаря колдовским способностям своей жены.
Сведения о том, что Эрк была женой Муйредаха, содержатся в большинстве средневековых ирландских источников, в том числе, в «Лейнстерской книге» и трактате «Banshenchas» («О знаменитых женщинах»). Согласно этим свидетельствам, первым супругом Эрк был король Дал Арайде Саран мак Коэлбад, вторым — Муйредах мак Эогайн, а третьим — король Кенел Конайлл Фергус Длинноголовый. Детьми от брака Муйредаха и Эрк были Муйрхертах (родоначальник септа Кенел мак Эрка), Ферадах (предок Кенел Ферадайг), Майн (родоначальник Кенел Мане мак Нейлл) и Тигернах (основатель Кенел Тигернайг). Однако современные историки считают свидетельства средневековых генеалогий о браке Муйредаха и Эрк малодостоверными. Возможно, сведения о этих родственных связях правителей Айлеха и Альбы были внесены в исторические источники уже в значительно более позднее время с целью возвеличить род Кенел Эогайн.
После смерти Муйредаха мак Эогайна власть над Айлехом перешла к его сыну Муйрхертаху, который в 504 году стал также и верховным королём Ирландии.